# Seiler (Familienname)
Seiler ist ein Familienname des deutschen Sprachraums.

## Herkunft und Bedeutung
Der Name Seiler geht auf den Beruf des Seilers zurück.
Siehe auch
- Sailer
- Seilern
- Seiller
- Sayler
- Seyler
- Siler

## Namensträger

### A
- Adolf Seiler (1824–1873), deutscher Glasmaler
- Alexander Seiler I. (1819–1891), Schweizer Hotelier und Politiker
- Alexander Seiler II. (1864–1920), Schweizer Hotelier und Politiker
- Alexander J. Seiler (1928–2018), Schweizer Filmregisseur
- Alfred Seiler (* 1950), deutscher Fußballspieler
- Almut Seiler-Dietrich (* 1947), deutsche Autorin
- Alois Seiler (Historiker, 1909) (1909–1997), deutscher Historiker und Pädagoge
- Alois Seiler (Historiker, 1933) (1933–1992), deutscher Archivar und Historiker
- Andreas Seiler (1804–1872), sorbischer Dichter, siehe Handrij Zejler
- Andreas Seiler (Biologe) (* 1965), österreichischer Biologe
- Anna Seiler († vor 1361), Bernburger Stifterin
- Arnold Seiler (Fotograf) (1892–1978), Schweizer Fotograf
- Arnold Seiler (Bauunternehmer) (1930–2016), Schweizer Bauunternehmer
- Arnulf Seiler (1937–2019), deutscher Sänger (Bass) und Theaterregisseur

### B
- Bernd W. Seiler (* 1939), deutscher Germanist und Hochschullehrer
- Bernhard Seiler (* 1930), Schweizer Politiker (SVP)
- Brigitte Seiler (1927–1990), deutsche Bibliothekarin
- Bruno Seiler (* 1956), deutscher Fußballspieler
- Burkhard Wilhelm Seiler (1779–1843), deutscher Mediziner
- Burkhardt Seiler (1953–2023), deutscher Musikverleger und Konzertveranstalter

### C
- Carl Seiler (Maler) (Carl Wilhelm Anton Seiler; 1846–1921), deutscher Maler
- Carl Seiler (Mediziner) (1849–1905), schweizerisch-US-amerikanischer Mediziner
- Carl Seiler (Architekt) (1857–1943), deutscher Architekt
- Carl Miville-Seiler (1921–2021), Schweizer Politiker (SP)
- Catharina Seiler (1834–1895), Schweizer Hotelier
- Christian Seiler (Journalist) (* 1961), österreichischer Journalist und Verleger
- Christian Seiler (Ingenieur), deutscher Bauingenieur und Hochschullehrer
- Christian Seiler (Jurist) (* 1967), deutscher Rechtswissenschaftler
- Christian Seiler (Leichtathlet) (* 1983), deutscher Marathonläufer
- Christoph von Seiler (1822–1904), deutscher Jurist und Politiker
- Christoph Seiler (Leichtathlet) (* 1969), Schweizer Langstreckenläufer und Leichtathletikfunktionär
- Christopher Seiler (* 1987), österreichischer Sänger und Kabarettist, siehe Seiler und Speer

### D
- Daniel Seiler (* 1985), deutscher Autor
- Dirk Seiler (* 1967), deutscher Schlagzeuger

### E
- Eduard Seiler (1908–1976), Schweizer Hotelier
- Edwin Seiler (1921–1957), Schweizer Maler und Zeichner
- Elisabeth Seiler (1889–1974), deutsche Missionsschwester, Missionarin und Autorin
- Emil Seiler (Unternehmer, 1838) (Emil Seiler-Hauser; 1838–1904), Schweizer Unternehmensgründer
- Emil Seiler (Unternehmer, 1865) (1865–1933), Schweizer Unternehmer
- Emil Seiler (Musiker) (1906–1998), deutscher Bratschist, Komponist und Musikwissenschaftler
- Emil Seiler (Mediziner) (1913–nach 1957), Schweizer Psychiater
- Ernst Seiler (Musiker) (1873–1942), deutscher Musiker
- Ernst Seiler (Architekt) (1881–1946), Schweizer Architekt
- Ernst Eduard Seiler (1810–1875), deutscher Philologe
- Erwin Seiler (1936–2016), rumänischer Motorradrennfahrer
- Eugen Seiler (* 1984), deutscher Politiker

### F
- Falk Seiler (* 1967), deutscher Romanist, Sprachwissenschaftler und Hochschullehrer
- Ferdinand Seiler (* 1962), deutscher Sänger (Tenor) und Gesangslehrer
- Felix Seiler (Bildhauer) (* 1944), Schweizer Bildhauer
- Felix Seiler (Regisseur) (* 1983), deutscher Theaterregisseur
- Florian Seiler, deutscher Klassischer Archäologe
- Franz Seiler (Mäzen) (um 1800–1848), österreichischer Schreiber und Mäzen
- Franz Seiler (Komponist) (1804–1871), deutscher Komponist und Dirigent
- Franz Seiler (Hotelier) (1897–1966), Schweizer Hotelier und Verbandsfunktionär
- Friedrich Seiler (Politiker) (1808–1883), Schweizer Politiker, Hotelier und Industrieller
- Friedrich Seiler (Germanist) (1851–1927), deutscher Germanist und Philologe
- Friedrich Wilhelm Seiler (auch Fritz Seiler; 1895–1979), deutscher Privatbankier und Unternehmensbeteiligter (Messerschmitt AG)
- Fritz Seiler (Schiedsrichter, 19. Jahrhundert), deutscher Fußballschiedsrichter (DM-Finale 1924)
- Fritz Seiler (Widerstandskämpfer), österreichischer Widerstandskämpfer gegen den Nationalsozialismus
- Fritz Seiler (Schiedsrichter, 1927) (1927–2011), deutscher Fußballschiedsrichter (Bundesliga)
- Fritz Seiler (Leichtathlet), deutscher Geher

### G
- Georg Friedrich Seiler (1733–1807), deutscher Theologe
- Gerhard Seiler (1930–2025), deutscher Politiker (CDU) und Wirtschaftswissenschaftler
- Guido Seiler (* 1971), Schweizer Sprachwissenschaftler
- Gustav Seiler (Chorleiter) (1927–2015), deutscher Organist und Chorleiter
- Gustav Adolf Seiler (Philologe) (1848–1936), Schweizer Philologe
- Gustav Adolf Seiler (Politiker) (1875–1949), Schweizer Politiker
- Gottfried Seiler (1866–1940), deutscher Theologe

### H
- Hans Seiler (Politiker) († 1444), Schweizer Politiker
- Hans Seiler (Maler, 1907) (1907–1986), Schweizer Maler
- Hans Seiler (Maler, 1920) (1920–2019), deutscher Maler und Zeichner
- Hans Seiler (Chemiker) (1930–2001), Schweizer Chemiker und Hochschullehrer
- Hans Hermann Seiler (1929–2019), deutscher Rechtswissenschaftler und Hochschullehrer
- Hansjakob Seiler (1920–2018), Schweizer Sprachwissenschaftler
- Hanspeter Seiler (* 1933), Schweizer Politiker und Nationalratspräsident
- Harald Seiler (1910–1976), deutscher Kunsthistoriker, Herausgeber und Museumsdirektor
- Heini Seiler (vor 1500–nach 1529), Schweizer Täufer
- Heinrich Seiler (* 1934), deutscher Pädagoge und Hochschullehrer
- Heinz Seiler (1920–2002), deutscher Handballtrainer
- Hellmut Seiler (* 1953), deutscher Lyriker, Übersetzer und Satiriker
- Helmut Seiler (Sänger) (1891–1972), deutscher Sänger (Bassbariton)
- Herbert Seiler, deutscher Landrat
- Hermann Seiler (1876–1961), Schweizer Politiker und Unternehmer
- Hilde Seiler (1931–2025), österreichische Politikerin

### I
- Ines Seiler (* 1978), deutsche Politikerin (SPD), MdL
- Irene Seiler (1910–1984), deutsche Fotografin

### J
- Jakob Seiler (1886–1970), Schweizer Zoologe
- Jens Seiler (* 1966), deutscher Gedächtniskünstler
- Joachim Seiler (* 1938), deutscher Fußballspieler und -trainer
- Johann George Seiler (1767–1846), deutscher Jurist und Politiker
- Johannes Seiler (1871–1954), deutscher Bildhauer und Maler
- Jörg Seiler (* 1966), deutscher Kirchenhistoriker
- Josef Seiler (Schriftsteller) (1823–1877), deutscher Dichter, Komponist und Organist
- Josef Seiler (Fischer) (Jupp Seiler; 1872–1941), deutscher Fischer und Fährmann
- Josef Seiler (Politiker, 1899) (1899–1978), deutscher Politiker (SPD), MdL Baden
- Josef Seiler (Eishockeyspieler) (1932–2004), tschechischer Eishockeyspieler
- Josef Seiler (Politiker, II), deutscher Polizeibeamter und Politiker (CDU), MdL Saarland
- Joseph Seiler (1858–1929), Schweizer Hotelier und Politiker
- Julius Seiler (Theologe) (1859–1936), Schweizer Jesuit und Theologe
- Julius Seiler (Politiker) (1902–??), deutscher Landwirt und Politiker (NSDAP)
- Julius Friedrich Seiler (1833–1913), deutscher Verwaltungsbeamter

### K
- Karl Seiler (Soziologe) (1896–1978), deutscher Soziologe
- Karl Seiler (Physiker) (1910–1991), deutscher Physiker
- Karl Seiler-Ritter (1865–1923), Schweizer Bauunternehmer
- Klaus Seiler (* 1950), deutscher Fußballspieler
- Kurt Seiler (1921–2014), Schweizer Musik- und Theaterschaffender

### L
- Laura Malina Seiler (* 1986), deutsche Schriftstellerin
- Lewis Seiler (1890–1964), US-amerikanischer Filmregisseur
- Lisa Seiler (* 1990), deutsche Fußballspielerin
- Lotte Seiler (* 2001), österreichische Mittelstreckenläuferin
- Ludwig Seiler (1888–1977), deutscher Theologe, Pfarrer und Publizist
- Lukrezia Seiler (1934–2013), Schweizer Publizistin
- Lutz Seiler (* 1963), deutscher Schriftsteller

### M
- Manfred Seiler (* 1952), deutscher Schriftsteller
- Martin Seiler, Pseudonym von Hans Mayer (Literaturwissenschaftler) (1907–2001), deutscher Literaturwissenschaftler
- Martin Seiler (Philosoph), österreichischer Philosoph
- Martin Seiler (Manager) (* 1964), deutscher Manager
- Martin Seiler (Musiker, 1974) (* 1974), deutscher Musiker, Bandleader, Komponist, Sänger und Produzent
- Martin Seiler (Musiker, 1985) (* 1985), deutscher Jazzmusiker, Komponist und Bandleader
- Martin Seiler (Leichtathlet) (* 1989), deutscher Leichtathlet
- Martin Albert Seiler (1872–1935), Schweizer Arzt und Botaniker
- Michael Seiler (* 1939), deutscher Landschaftsarchitekt und Gartenhistoriker
- Michel Seiler (* 1949), Schweizer Politiker (parteilos, früher Grüne)
- Midori Seiler (* 1969), deutsch-japanische Violinistin

### N
- Nathaniel Seiler (* 1996), deutscher Leichtathlet
- Nicole Seiler (* 1970), Tänzerin und Choreografin
- Noël Seiler (* 2001), Schweizer Unihockeyspieler

### O
- Otto Seiler (1818–1896), deutscher Politiker
- Otto Seiler (Ingenieur) (1864–1947), Schweizer Ingenieur

### P
- Paul Seiler (1873–1934), deutscher Bildhauer und Medailleur
- Paul Seiler (Abenteurer) (1914–1987), Schweizer Afrikareisender, Sammler, Terrarianer und Lokalinhaber
- Peter Seiler (Musiker) (* 1953), deutscher Musiker und Komponist
- Peter Seiler (Kunsthistoriker) (* 1955), deutscher Kunsthistoriker und Hochschullehrer
- Philipp Seiler († 1623), deutscher Geistlicher, Abt von Marienstatt
- Priska Seiler Graf (* 1968), Schweizer Politikerin (SP)

### R
- Richard Seiler (* 1951), Schweizer Maler und Fotograf
- Robert Seiler (Entomologe) (1847–1917), deutscher Insektenkundler
- Robert Seiler (Maler) (1891–1971), deutscher Maler und Zeichner
- Robert Seiler (Dirigent) (1908–2000), deutscher Musiker und Dirigent
- Roland Seiler (Politiker) (* 1946), Schweizer Politiker (SP) und Krimi-Autor
- Roland Seiler (Sportpsychologe) (* 1954), Schweizer Sportpsychologe
- Rolf Seiler (Politiker) (* 1932), Schweizer Gewerkschafter und Politiker (CVP)
- Rolf Seiler (Mediziner) (Rolf Walter Seiler; * 1943), Schweizer Neurochirurg und Hochschullehrer
- Rolf Seiler (Architekt) (* 1972), Schweizer Architekt
- Rudolf Seiler (Künstler) (1898–1982), deutscher Grafiker und Radierer in Japan
- Rudolf Seiler (Heilpraktiker) (1899–1958), deutscher Heilpraktiker
- Rudolf Seiler (Segelflieger), Schweizer Segelflieger
- Rudolf Seiler (Unternehmer) (* 1948), deutscher Unternehmer und Firmengründer
- Ruedi Seiler (Rudolf Seiler; * 1939), Schweizer Physiker
- Ruth Seiler-Schwab (1918–2015), Schweizer Pädagogin

### S
- Sara Seiler (* 1983), deutsche Eishockeyspielerin
- Sebastian Seiler (1815–1870), deutsch-amerikanischer Journalist und Revolutionär
- Stefan Seiler (* 1960), deutscher evangelischer Pfarrer, Theologe und Hochschullehrer
- Stefanie Seiler (* 1983), deutsche Politikerin (SPD)
- Stephan Seiler (* 2000), schweizerisch-brasilianischer Fußballspieler
- Stephan Seiler (Journalist) (* 1980), deutscher Journalist, Autor, Podcaster und Medienberater

### T
- Theo Seiler (* 1949), deutscher Ophthalmologe und Physiker
- Theodor Seiler (Geistlicher) (1856–1930), Schweizer Priester
- Theodor Seiler (Fabrikant) (1865–1929), deutscher Fabrikant
- Theodore E. Seiler (1908–1981), Schweizer Bankier und Hotelier
- Thomas Seiler (Philologe) (* 1956), Schweizer Skandinavist und Hochschullehrer
- Thomas Seiler (Footballspieler) (* um 1990), österreichischer American-Football-Spieler
- Thomas Bernhard Seiler (* 1925), Schweizer Psychologe
- Till Seiler (* 1981), deutscher Politiker (Bündnis 90/Die Grünen)
- Tobias Seiler (1681–1741), deutscher Theologe und Chronist
- Toni Seiler (* 1958), Schweizer Automobilrennfahrer

### U
- Ueli Seiler-Hugova (* 1942), Schweizer Pädagoge und Autor
- Ulrich Seiler (* 1952), deutscher Politiker (SPD)
- Ulrike Seiler (* 1956), deutsche Geographin und Hochschullehrerin
- Ursula Seiler-Albring (* 1943), deutsche Politikerin (FDP)
- Uwe Seiler (* 1956), deutscher Fußballspieler

### W
- Walter Seiler (Politiker) (1896–1977), Schweizer Jurist und Politiker (CSP)
- Walter Seiler (Fussballspieler) (* 1954), Schweizer Fußballspieler
- Wenzel Seiler (um 1648–1681), österreichischer Alchemist
- Werner M. Seiler (* vor 1970), deutscher Mathematiker und Hochschullehrer
- Wilhelm Seiler (Parteifunktionär) (1891–1975), deutscher Lehrer und Parteifunktionär (NSDAP)
- Wilhelm Seiler (Manager) (* 1948/1949), deutscher Jurist, Industriemanager und Verbandsfunktionär
- Wilhelm Otto Seiler (1818–1896), deutscher Gutsherr und Politiker, MdL Sachsen, siehe Otto Seiler
- Willy Seiler (1930–1988), deutscher Schauspieler, Sänger und Moderator
- Wolfgang Seiler (Klimaforscher) (* 1940), deutscher Klimaforscher
- Wolfgang K. Seiler (* 1953), deutscher Mathematiker und Hochschullehrer